# 天场乡
天场乡是中国江苏省盐城市滨海县下辖的一个乡。

## 行政区划
天场乡下辖以下行政区：
天场村、天沟村、绿杨村、海关村、秦桥村、陈老村、徐丹村、陶河村、马套村、海丰村、杨庄村、荡东村、秉义村、潘吉岗村